# Toru Kamikawa
Toru Kamikawa (japanska: 上川徹 Kamikawa Tōru), född 8 juni 1963 i Kagoshima, Japan, är en japansk fotbollsdomare som bland annat dömt i fotbolls-VM 2002 och 2006.

## Matcher i VM 2002 som huvuddomare
- Kamerun - Irland (gruppspel)

## Matcher i VM 2006 som huvuddomare
- Polen - Ecuador (gruppspel)
- England - Trinidad och Tobago (gruppspel)
- Tyskland - Portugal (bronsmatch) - Fakta om matchen

## Fotnoter
1. ↑  transfermarkt.com, Transfermarkt domar-ID: 262, läst: 4 april 2022.[källa från Wikidata]